# میکائیل پزشک سلطان سلیم
میکائیل پزشک سلطان سلیم نام رمانی است که توسط میکا والتاری، نویسندهٔ اهل فنلاند نوشته شده‌است.